# ヴォルフガング・ロイツル
ヴォルフガング・ロイツル（Wolfgang Loitzl、1980年1月13日 - ）は、オーストリア、オーバーエスターライヒ州バート・イシュル出身のスキージャンプ選手。

## プロフィール
1997年1月6日、ビショフスホーフェンで地元枠としてスキージャンプ・ワールドカップにデビュー、41位だった。
同年のジュニア世界選手権で団体戦銅メダル獲得に貢献、翌1997-1998シーズンからワールドカップに定着、また1998年のジュニア世界選手権で金メダルを獲得した。
以来10年以上にわたりオーストリアチームに欠かせない選手として活躍、これまでに世界選手権で団体の金メダルを合計5個獲得している。
2007-2008シーズンまではトップに立つ選手ではなかったが、2008-2009シーズン、ついに殻を破ることとなる。クーサモでの開幕戦で2位となり、またジャンプ週間第1戦までで4回2位になるなど「あと一歩」の成績を続けていたが、第2戦ガルミッシュ＝パルテンキルヒェンで悲願のワールドカップ初優勝を果たすとそこから一気に3連勝してジャンプ週間総合優勝のタイトルも獲得した。
ジャンプ週間第4戦のビショフスホーフェンでは1本目に5人の飛型審判全員から20点満点を付けられる完璧なジャンプ（142.5m）を見せた。国際大会での”100点満点”は1976年ジャンプ週間でのアロイス・リップブルガー、1998年長野オリンピックでの船木和喜に次いで史上3人目である。
さらに世界選手権でもノーマルヒル個人とラージヒル団体で金メダルを獲得した。このシーズンのワールドカップ総合で自己最高となる3位となりベストシーズンを終えた。2010年のバンクーバーオリンピックでは個人ノーマルヒル11位、個人ラージヒル10位、団体では金メダルを獲得した。ワールドカップ総合は6位となった。
2011年ノルディックスキー世界選手権では厚い選手層のため出番が少なくノーマルヒル個人37位に終わった。ワールドカップ総合は13位だった。
2005年1月12日にガールフレンドのマリーカとの間に長男ベンヤミンが誕生、2006年6月11日に結婚し、翌年の2月10日には次男ニコラスが誕生している。現在はバート・ミッテルンドルフに住んでいる。
2015年1月10日、記者会見で引退を発表。